# Dželaba

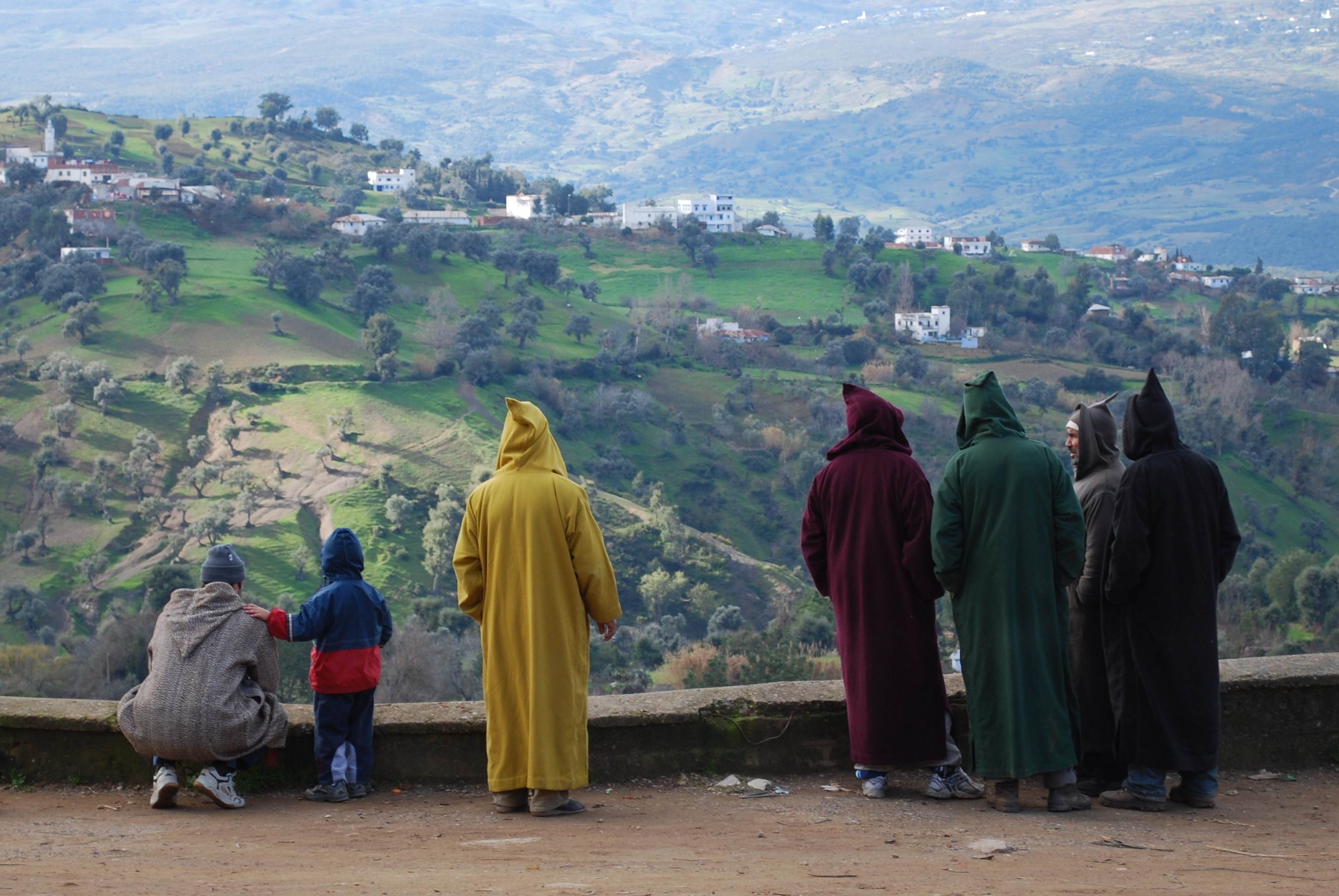
Různobarevné dželaby v tradičním provedení z vlny

Dželaba (djellaba(h), galabiya, jellaba) je tradiční berberský oděv. Jedná se o dlouhý volný plášť s dlouhými rukávy, kapuce je zakončena charakteristickou špicí. Dželaba poskytuje ochranu proti nepřízni počasí, ale zároveň je považována i za společenský oděv. 
Dželaba je velmi populární v Maroku, kde ji nosí muži i ženy. Na její výrobu se používají různé materiály a najdeme ji v mnoha barevných provedeních. Základní dělení dželab je na letní, většinou bavlněné, a na tradičnější zimní, které jsou vyrobeny z vlny.